# André Chevalley
André Chevalley (ur. 25 maja 1949 roku w Genewie) – szwajcarski kierowca wyścigowy. Właściciel zespołu André Chevalley Racing.

## Kariera
Chevalley rozpoczął karierę w międzynarodowych wyścigach samochodowych w 1976 roku od startu w klasie S 2.0 24-godzinnego wyścigu Le Mans, w którym odniósł zwycięstwo. W późniejszych latach Szwajcar pojawiał się także w stawce Europejskiej Formuły 2, World Challenge for Endurance Drivers oraz World Championship for Drivers and Makes.